# Hrvatska narodna stranka – Liberalni demokrati
Hrvatska narodna stranka – Liberalni demokrati (HNS) (deutsch Kroatische Volkspartei – Liberaldemokraten) ist eine linksliberale Partei in Kroatien.

## Geschichte
Die Ursprünge der Partei liegen im 19. Jahrhundert. Als Teil der überwiegend kroatischen Illyrischen Bewegung, die eine Gleichberechtigung von Kroaten und anderen südslawischen Völkern innerhalb der Habsburgermonarchie anstrebte, wurde sie 1841 unter dem Namen Ilirska narodna stranka (Illyrische Volkspartei) gegründet. Zu den maßgeblichen Begründern zählten Josip Juraj Strossmayer und Ivan Kukuljević-Sakcinski. Zunächst hatte die Partei in Kroatien großen Einfluss. 1905 schloss sie sich der Kroatisch-Serbischen Koalition an. Weder im Königreich Jugoslawien noch in der Föderativen Volksrepublik wurde die Volkspartei wiedergegründet.

## Neugründung und aktuelle Entwicklung
Die Neugründung erfolgte erst Ende 1990 unter maßgeblicher Beteiligung der ehemaligen Führungspersönlichkeiten des Kroatischen Frühlings, Miko Tripalo und Savka Dabčević-Kučar, als die Koalition des Volkseinvernehmens zerbrochen war. Bei den Wahlen 1992 kam die Volkspartei auf 6,7 % bzw. sechs der 138 Sitze und spielte damit eine eher untergeordnete Rolle. Der Bauunternehmer Radimir Čačić wurde 1993 Vorsitzender. An der Wahl 1995 nahm die HNS als Teil der Vereinigten Liste u. a. zusammen mit der Kroatischen Bauernpartei teil. Die Liste kam auf 18,3 % und 18 der 127 Sitze und war damit stärkste Oppositionskraft. 1997 trat der spätere Staatspräsident Stjepan Mesić der inzwischen liberalen Partei bei. 2000 fiel die Allianz auf 15,6 % und 24 der nunmehr 151 Sitze zurück und beteiligte sich an der sozialdemokratisch geführten Koalitionsregierung unter Ivica Račan. Im selben Jahr wurde Mesić mit 41 % im ersten und 56 % im zweiten Wahlgang zum Staatspräsidenten gewählt und die Soziologin Vesna Pusić wurde HNS-Vorsitzende. 2003 trat die HNS nur noch mit dem regionalen Primorsko-goranski savez zusammen bei den Parlamentswahlen an, konnte 8,0 % und 14 von 152 Sitzen erringen und ging in die Opposition.
Nach den Parlamentswahlen 2007 verblieb die Partei mit einem Stimmenanteil von 6,7 % (7 Sitze) in der Opposition.
Seit April 2008 ist Radimir Čačić erneut Parteivorsitzender.
Ende 2010 wurde die Kukuriku-Koalition gegründet mit dem Ziel, bei den Parlamentswahlen vom 4. Dezember 2011 gemeinsam mit SDP, IDS und HSU anzutreten.
Am 4. Dezember 2011 wurde Kukuriku stimmenstärkste Fraktion.
Beim 11. Parteikongress am 17. März 2012 wurde Radimir Čačić als Parteivorsitzender im Amt bestätigt, Vesna Pusić und Ivan Vrdoljak wurden zu Vizevorsitzenden gewählt.
Die HNS ist Mitglied der Liberalen Internationale und der Allianz der Liberalen und Demokraten für Europa.